# Röthenitz
Röthenitz ist ein Ortsteil der Stadt Schmölln im Landkreis Altenburger Land in Thüringen.

## Lage
Der Ortsteil liegt etwa 500 Meter östlich von Altkirchen und ist über die Kreisstraße 518 verkehrsmäßig verbunden. Die Gemarkung, zu welcher neben dem Dorf selbst auch noch der Weiler Nöbden gehört, liegt im Altenburg-Zeitzer Lösshügelland im Tal der Blauen Flut.

## Geschichte
Am 24. September 1140 wurde der Ort erstmals urkundlich erwähnt. Röthenitz gehörte zum wettinischen Amt Altenburg, welches ab dem 16. Jahrhundert aufgrund mehrerer Teilungen im Lauf seines Bestehens unter der Hoheit folgender Ernestinischer Herzogtümer stand: Herzogtum Sachsen (1554 bis 1572), Herzogtum Sachsen-Weimar (1572 bis 1603), Herzogtum Sachsen-Altenburg (1603 bis 1672), Herzogtum Sachsen-Gotha-Altenburg (1672 bis 1826). Bei der Neuordnung der Ernestinischen Herzogtümer im Jahr 1826 kam der Ort wiederum zum Herzogtum Sachsen-Altenburg. 
Nach der Verwaltungsreform im Herzogtum gehörte Röthenitz bezüglich der Verwaltung zum Ostkreis (bis 1900) bzw. zum Landratsamt Ronneburg (ab 1900). Das Dorf gehörte ab 1918 zum Freistaat Sachsen-Altenburg, der 1920 im Land Thüringen aufging. 1922 kam es zum Landkreis Altenburg.
Bei der zweiten Kreisreform in der DDR wurden 1952 die bestehenden Länder aufgelöst und die Landkreise neu zugeschnitten. Somit kam die Gemeinde Röthenitz samt ihren Ortsteilen mit dem Kreis Schmölln an den Bezirk Leipzig; jener gehörte seit 1990 als Landkreis Schmölln zu Thüringen und ging bei der thüringischen Kreisreform 1994 im Landkreis Altenburger Land auf.
Am 25. August 1961 wurde die Gemeinde Röthenitz nach Altkirchen eingemeindet. 2023 wohnten 115 Personen im Ortsteil.
Am 1. Januar 2019 wurde die Gemeinde Altkirchen nach Schmölln eingemeindet.

### Eingemeindungen
- Illsitz (1. April 1938 zu Röthenitz)
- Kleintauschwitz (1. April 1938 zu Röthenitz)
- Jauern (1. Juli 1950 zu Röthenitz)
- Göldschen mit Kratschütz und Gödissa (1. Januar 1957 zu Röthenitz)